# Aeroportul Rottnest Island
Aeroportul Rottnest Island (IATA: RTS, ICAO: YRTI) este un aeroport din City of Cockburn⁠(d), Australia de Vest, Australia.
Situat la o altitudine de 4 m, aeroportul dispune de o singură pistă.